# Трофоний
Трофоний (др.-греч. Τροφώνιος) — персонаж древнегреческой мифологии, зодчий, автор храма Аполлона в Дельфах, соавтор и брат Агамеда. Сын царя Орхомена Эргина (по преданию, сын Аполлона). Прорицатель. Его историю излагал Евгаммон.
В Дельфах Трофоний и Агамед построили Гириею сокровищницу с потайным входом в стене, с целью обокрасть его.
По одному сказанию, отрубил голову своему брату Агамеду, чтобы скрыть их преступление. Его поглотила расступившаяся земля. По Пиндару, выстроили храм и просили у Аполлона вознаграждения, и на седьмой день оба умерли во сне (или на третий день).
Ему посвящена Лебадия в Беотии. В пещеру Трофония по воле Пифии спускался мессенский герой Аристомен. Детям Трофония также приносили жертвы. В Лебадии был оракул Зевса Трофония. Там стояли его статуи работы легендарного Дедала, Эвтикрата и Праксителя.
По Павсанию кормилицей Трофония была Деметра.
Его подземное прорицалище (специальное место для оракула, где оглашалось предсказание, и сам текст предсказания) вызывало наибольший страх и священный трепет. Впечатление, производимое на посещавших его, было таким сильным, что существовала даже поговорка про угрюмых молчаливых людей — «погадал у Трофония».
Менандр написал комедию «Трофоний», однако по сохранившимся фрагментам текста невозможно определить, какую роль мифологический герой играл в сюжете.